# Cyrtodactylus russelli
Espèce
Cyrtodactylus russelli est une espèce de geckos de la famille des Gekkonidae.

## Répartition
Cette espèce est endémique de Birmanie. Elle se rencontre dans la région de Sagaing et dans l'État de Kachin.

## Description
C'est un gecko insectivore.

## Étymologie
Cette espèce est nommée en l'honneur d'Anthony Patrick Russell.

## Publication originale
- Bauer, 2003 : Descriptions of seven new Cyrtodactylus (Squamata: Gekkonidae) with a key to the species of Myanmar (Burma). Proceedings of the California Academy of Sciences, vol. 54, n. 25, p. 463-498 (texte intégral).